# هفت‌چشمه (کوهدشت)
هفت‌چشمه (کوهدشت)، روستایی از توابع بخش مرکزی شهرستان کوهدشت در استان لرستان ایران است.
از مناطق تاریخی این روستا می توان چغا سبز را نام برد که تپه ای باستانی است که روستا بر روی آن بنا شده است.
طبق گزارشات باستان شناسان این تپه شامل اتاقک هایی از جنس سنک در اعماق ۵ تا ۱۰ متری زمین است.
سد هاله که یکی از زیبا ترین سد های شهریتان کوهدشت است و داری مخزن های پرورش ماهی است که در دو کلیومتری این روستا قرار دارد.

## جمعیت
این روستا در دهستان گل گل قرار دارد و براساس سرشماری مرکز آمار ایران ، جمعیت آن بیش از۱۰۰۰ نفر (بیش از ۲۰۰خانوار) بوده‌است.